# 李季凯
李季凯（477年—531年），陇西郡狄道县（今甘肃省定西市临洮县）人，北魏镇远将军、颍川郡太守、襄武惠侯李辅的儿子，北魏官员。

## 生平
李季凯沉着敏锐有见识和气量，因为长兄李伯尚之事被定罪，与同母的弟弟们一起被流放到边疆，很久以后恰好遇到赦免，于是寄居在晋阳，沉沦荒废多年。孝昌年间，李季凯以太尉参军事为起家官，加号威远将军，不久被任命为并州安北府长史。魏孝明帝死后，尔朱荣暗中计划起兵，李季凯参与了谋划。魏孝庄帝元子攸登基后，徵拜李季凯为给事黄门侍郎，封李季凯博平县开国侯，食邑七百户，不久加散骑常侍、平东将军，又转任转秘书监，进号中军将军。普泰元年（531年）七月，尔朱世隆认为李季凯事先知晓尔朱荣被谋杀的计划，将李季凯杀害，李季凯时年虚岁五十五。魏孝武帝初年，追赠李季凯侍中、骠骑将军、吏部尚书、定州刺史。

## 家族

### 父亲
- 李辅，北魏镇远将军、颍川郡太守、襄武惠侯

### 兄弟姐妹
- 李庆容，嫁北魏华州刺史、征虏将军、安定王长史辛祥
- 李伯尚，北魏秘书丞、给事黄门侍郎
- 李仲尚，北魏京兆王府参军
- 李延庆，北魏镇东将军、金紫光禄大夫
- 李延度，东魏卫将军、安德郡太守
- 李氏，嫁北魏太保、太尉、咸阳王元禧
- 李氏，嫁北魏东阳王元丕第三子元超[3][4]

### 儿子
- 李统，字基伯，承袭博平县侯，武定末年官至太尉刑狱参军，北齐接受禅让后，爵位依例降低[5]